# Свободные товарищества
Свободные товарищества (нем. Freie Kameradschaften) — германская сетевая структура неонацистских групп. Позиционируются как автономные подразделения системы Национальное сопротивление. Формально не конституированы, официальной регистрации не имеют, но быстро мобилизуются на политические акции. Представлены в различных землях ФРГ, координируются между собой. Идеологически стоят на платформе правого радикализма, обычно в штрассеристской форме. Являются постоянным действующим резервом неофашистских организаций.

## Неформальные ассоциации ультраправых
В начале 1980-х годов Федеральная служба защиты конституции (BfV) и полиция Германии провели ряд акций в отношении неонацистских группировок. Были запрещены и ликвидированы Военно-спортивная группа Гофмана, Народно-социалистическое движение Германии/Партия труда (VSBD), Фронт действия национал-социалистов/Национальные активисты (ANS/NA). Спустя десятилетие, в первой половине 1990-х, запрету подверглись Националистический фронт (NF), Свободная немецкая рабочая партия (FAP), Немецкая альтернатива (DA).
Это вынуждало ультраправых активистов искать иные организационно-политические формы. Одним из методов было вступление в легальную Национал-демократическую партию (NPD). Однако деятельность в правовом поле ограничивала активность радикалов и входила в противоречия с их навыками.
Выход был найден в формировании добровольческих ассоциаций, формально не конституируемых и не регистрируемых — однако обеспечивающих тесную связь активистов. В апреле 1994 года в городе Бад-Готлойба-Берггисхюбель бывший активист ABS/NA и FAP Кристиан Ворх провёл совещание с бывшим лидером DA Франком Хюбнером и организатором Национального наступления (NO) Михаэлем Свирцеком. Был согласован новый курс — формирование мобильных полуподпольных структур, не имеющих формальной регистрации, но идеологически мотивированных, организационно прочных и способных обойти законодательные запреты.
Задачу облегчили мобильная связь и Интернет. Интересно, что ультраправые использовали организационные схемы своих врагов-леворадикалов — автономистов и антифа.

## Организаторы, идеи, лозунги
Важную роль в организации сыграли Кристиан Ворх, Штеффен Хупка и Томас Вульф. Все они в своё время состояли в радикальных штрассеристских организациях — VSBD, ANS/NA, NF, FAP. Серьёзное идеологическое и организационное влияние на движение оказал Фридхельм Буссе. Вульф сформулировал и распространил доктрину Свободных националистов — неофициального, но идейно сплочённого и организационного дисциплинированного альянса с координацией на земельном и федеральном уровнях. Хупка и Ворх организовали первые ячейки.
«Свободные националисты» не претендуют на официальный статус своих товариществ и поэтому вполне откровенны идеологически. НСДАП и прежде всего штрассеристская часть СА рассматривается как политический идеал. Исторически они связываются с традицией не только штурмовых отрядов, но и фрайкоров и даже средневековых тайных и криминальных союзов.

«Германское национальное братство», «пивной патриотизм» и «товарищеские связи» объединили воинствующих неонацистов, скинхедов, т. н. автономных националистов. Они образуют сегодня «Национальное сопротивление». Молодых людей на востоке и на западе привлекает дух товарищества, радикальная пропаганда, агрессивная активность и боевая готовность. Чтобы вступить, не требуется показывать паспорт или признавать устав. На публике «свободные силы» стараются выглядеть автономными объединениями, члены которых просто встречаются между собой. Но внешнее впечатление обманчиво. Федеральная служба защиты конституции признаёт, что эта сеть — базовая структура неонацистской сцены.

В идеологии и пропаганде заметны мотивы антигосударственного, антиклерикального и экологистского (например, против ГМО) содержания.

## Политическая активность
Среди главных направлений деятельности — публичные акции, митинги и демонстрации. Обычно они приурочены к символичным для неонацизма поводам — памяти Рудольфа Гесса или годовщинам бомбардировки Дрездена. Часто товарищества сопровождают официальные мероприятия NPD. Выдвигаются и собственные инициативы — например, июльские акции под Гамбургом, организованные Хупкой с требованием создать традиционные поселения по типу немецкого средневековья.
Неонацистские товарищества регулярно проводят закрытые политические собрания. Часто они имеют форму совместных застолий, любительских спектаклей, музыкальных вечеров. Организована сеть политучёбы, курируемая Кристианом Ворхом.
Товарищества поддерживают тесные связи с NPD. Многие члены товариществ, особенно в восточных землях, одновременно состоят в легальной крайне правой партии. В NPD создана специальная профильная структура во главе с Торстеном Хайзе. Членом NPD является Томас Вульф. Бывший председатель NPD Удо Фойгт высказывался за совместную работу со «свободными националистами» — на основе общего националистического мировоззрения и принципов Национального сопротивления. Успех NPD на земельных выборах в Саксонии 2004 года (более 9 % голосов) во многом объяснялся содействием товариществ и двойным членством ряда функционеров.
Отдельное направление — противостояние антифа (возник специальный термин Анти-Антифа). Ведётся сбор информации об ультралевых активистах, создаются базы данных, составляются «чёрные списки», организуются нападения. Члены подозревались в причастности к взрывам в Йене 1998 года, создании складов оружия и взрывчатки в Тюрингии и Шлезвиг-Гольштейне 2004, подготовке взрыва мемориала жертв Хрустальной ночи в Мюнхене 2003. Особенно часто политическое насилие связывается с неонацистским товариществом Берлин-Трептов. Его лидеры Детлеф Нольде и София Боше подозревались в организации поджогов и нападений на антифа и членов ПДС. Бывший активист Кай Деснер с 1997 отбывает пожизненное заключение за убийство полицейского.

## Запреты и воссоздания
BfV и полиция плотно расследуют факты противозаконных действий. Товарищества, предпринимающие шаги к формализации — например, принимающие названия — подвергаются запретам. Несколько структур в Бранденбурге, Саксонии, Берлине, Гамбурге официально запрещались, но быстро восстанавливались под другими названиями. Запреты трудно оформлять в правовом отношении.
Точной статистики товариществ не существует. Количество ячеек оценивается от 40 до 200, членов — от 1800 до 5000 человек.